# 上海淞沪抗战纪念公园
上海淞沪抗战纪念公园原名宝山临江公园，是位于上海市宝山区的一座公园，公园建成于1956年，是在清代宝山庙宇古建筑原址和周边土山基础上，由宝山县和上海市北郊区的团员青年，通过义务劳动的方式而建立。最初定名为“共青公园”。建成同年8月，改名为“友谊公园”，后因园区濒临长江，于1962年改名为“临江公园”。2015年6月更名為上海淞沪抗战纪念公园。
公园东邻长江，南临宝林八村和临江佳园等住宅小区，西靠东林路，北倚宝城三村(海景苑)。其正门位于友谊路1号，在公园东部望江楼附近和公园东南角与临江佳园之间，另设有两个小出入口。
临江公园的部分建筑具备中国古典江南园林风格，园内残存着一段宝山古城墙和一座水关桥。公园中心区域为面积约1万平方米的人工湖，湖的东侧为上海淞沪抗战纪念馆，北侧为陈化成纪念广场，西南侧有一座明代古桥，宝善桥。

## 大事记
- 1956年，公园建成；
- 1962年10月，公园改名为“临江公园”；
- 1966年4月，公园并入相邻的海滨浴场；
- 1978年，公园恢复原名开放；
- 1991年，公园进行全面扩建；
- 1992年，公园在原宝山孔庙大成殿，建立了陈化成纪念馆[4]；
- 1993年5月，在公园东侧临江位置建起了望江楼；
- 2000年1月28日，上海淞沪抗战纪念馆在园内落成开放；
- 2004年，公园西北部扩建；
- 2007年5月，公园进行局部改建，新增成河林带木栈道；
- 2008年1月，被命名为上海市三星级公园[5]；
- 2010年6月21日，被命名为上海市文明示范公园[6]。
- 2015年6月，更名为“上海淞沪抗战纪念公园”[2]。

## 主要景点
- 淞沪抗战纪念馆
- 陈化成纪念广场
- 大成殿 – 陈化成纪念馆
- 望江楼

## 休闲娱乐
- 倚秀亭、双合亭、御碑亭
- 知鱼槛
- 莲峰茶室
- 游船码头
- 绿韵广场
- 曲溪叠翠
- 藤影回廊

## 公园特色
- 古城墙 - 位于公园东南角，距围墙内侧约50米。城墙建于明嘉靖十六年(1537年)，屡经战乱和灾害，1956年又经人为拆除，园内现在仅留有很短一段土丘，上面植有树木。
- 宝山城水关桥 – 建于清顺治年间，为单孔石拱结构，花岗石材质，现遗址位于公园古城墙西侧。
- 宝善桥 – 现位于公园人工湖东南侧，桥面由九块石板铺成。该桥最初建于明天启五年(1624年)，后又于清嘉庆五年（1800年）、清光绪二十八年(1902年)和中华民国2年(1913年)先后重修。

## 开放时间
- 春夏季：04月1日至06月30日-05:00～18:00
- 夏秋季：07月1日至09月30日-05:00～19:00
- 秋冬季：10月1日至03月31日-06:00～18:00

## 门票
- 2005年初，公园免费向公众开放[1]。

## 交通
- 上海公交116、116B、159、160、508、711、728和淞泾线等

## 附近
- 吴淞炮台湾湿地森林公园
- 吴淞口国际邮轮码头